# Mastigomycota
Division
Classification phylogénétique
- Eukaryota
  - Actinopoda
  - Alveolata
  - Archaeplastida (lignée verte)
  - Chlorarachniophyta
  - Cryptophyta
  - Euglenozoa
  - Foraminifera
  - Chromista (lignée brune)
  - Mastigomycota
  - Métamonadines
  - Mycetozoa
  - Opisthokonta
  - Parabasalia
  - Percolozoa
  - Rhizopoda

Mastigomycota est le nom d'une ancienne division de champignons qui rassemblait des organismes appartenant à deux règnes différent les Chytridiomycota (Fungi ou Champignon) et les Chromista.
Ce sont des organismes microscopiques saprophytes vivant en milieu aquatique, comme les algues, d'où leur ancien nom de Sarthoumycetes (du grec « champignons algues »).
Ont été exclus des champignons tous les anciens Mastigomycota présentant les caractères suivants :
- une reproduction sexuée au cours de laquelle sont élaborées des spores biflagellées ;
- un thalle non pas cloisonné mais siphonné à structure cœnocytique (cellules non cloisonnées formant un long tuyau contenant de nombreux noyau) ;
- une paroi cellulaire cellulosique.

La plupart sont de redoutables parasites des cultures (hernie du chou, galle spongieuse des pommes de terre, mildiou de la vigne, etc.). 
Le reste des espèces à spores uniflagellés et paroi cellulaire chitineuse reste des champignons et est placés dans la nouvelle division des Chytridiomycota, qui est considérée comme la base évolutive des champignons, d'où ont émergé les Zygomycota puis les Ascomycota et Basidiomycota.
- Chytridiomycota